# Shop-One
Shop-One è uno spot televisivo d'animazione del 2000, diretto da Yoshiyuki Momose e realizzato per sponsorizzare Shop-One, un grande magazzino per la vendita online, sulla scia del più celebre E-bay. Lo spot è prodotto dallo Studio Ghibli.

## Curiosità
- Lo spot pubblicitario è rintracciabile sul dvd prodotto dallo Studio Ghibli Ghibli ga Ippai Special.
- Il protagonista dello spot è lo stesso dei due corti Ghiblies e Ghiblies Episode 2, diretti dallo stesso Yoshiyuki Momose.